# 8680 Rone
A 8680 Rone (ideiglenes jelöléssel 1992 EJ9) a Naprendszer kisbolygóövében található aszteroida. Az UESAC program keretében fedezték 1992. március 2-án.